# Suite bureautique
|  |  |  |
|  |  |  |

|                                                                               |  |  |
| Logos des quatre principales composantes de la suite bureautique LibreOffice. |  |  |

Une suite bureautique est une suite logicielle destinée au travail de bureau, c'est-à-dire un ensemble de logiciels informatiques (dits applications) fournis afin de réaliser des opérations courantes du travail de bureau telles que rédiger des lettres et des rapports, des comptes et récapitulatifs, organiser des rendez-vous. Une suite bureautique comporte généralement un traitement de texte, un tableur, un logiciel de présentation, un outil de dessin schématique. Il peut également y avoir un programme de manipulation de données (système de gestion de base de données), un lecteur de courrier électronique, un calendrier et un carnet d'adresses. Le tout est distribué ensemble comme étant un seul produit.

## Utilisation - le travail de bureau
Essentiellement le travail de bureau consiste à acheter des marchandises, manager du personnel, approuver des paiements et des demandes. Ce qui demande de contrôler, inscrire, trier et classer des informations : rédiger, classer des documents, répondre à des appels téléphoniques, organiser des réunions et des rendez-vous et les inscrire à l'agenda, comptabiliser des ventes, des factures et des salaires. Les personnes employées de bureau sont réceptionnistes, secrétaires, dactylos et assistants de direction. Leurs tâches peuvent être d'écrire des lettres, d'enregistrer des inscriptions, de créer des rapports, et de communiquer par écrit ou par téléphone.
Le travail de bureau est réalisé par des scribes depuis l'Antiquité, principalement par des hommes. Avant l'informatisation c'était un travail manuel, laborieux et peu répandu. Depuis 1980 un travailleur sur deux travaille dans un bureau et les trois quarts des employées de bureau sont des femmes. Les premiers secteurs concernés sont les banques et les assurances.
À partir des années 1980, la multiplication des ordinateurs personnels, a favorisé l'usage de l'informatique concernant la gestion domestique, d'abord avec des logiciels simplifiés (ex: Microsoft Works, AppleWorks) puis avec l'usage des suites bureautiques.

## Histoire
Le travail de bureau est assisté par ordinateur depuis 1985. 15 ans plus tard l'utilisation des ordinateurs pour le travail de bureau s'est généralisée. Les employées de bureau se servent de logiciels de traitement de texte pour rédiger des lettres ou des rapports, et utilisent des logiciels de tableur pour créer des rapports de synthèse.
- IBM Lotus Symphony est le nom d'un ensemble d'applications servant à créer, éditer (modifier) et partager des documents bureautiques, notamment de traitement de texte et des feuilles de calculs. Elle apparaît en 1985 comme application logicielle intégrée pour DOS. IBM a ravivé le nom Symphony pour une nouvelle suite bureautique disponible depuis 2007 dans sa gamme logicielle Lotus, sans frais d'utilisation. Cette nouvelle édition de Lotus Symphony est un fork de OpenOffice.org[6].

- Microsoft Office fait son apparition en 1989, et était au commencement une sorte de paquet comprenant des applications qui étaient vendues séparément auparavant. L’avantage de la suite sur les logiciels séparés était le moindre coût. La première version de la suite bureautique contenait Word, Excel, PowerPoint, et Mail. Il a également existé une offre commerciale « Pro » qui incluait Microsoft Access et Microsoft Schedule Plus. Au cours des années, les applications bureautiques se sont développées, partageant certains composants comme un correcteur orthographique, la possibilité d’intégrer un élément OLE et les scripts en VBA. Microsoft Office est actuellement la suite bureautique la plus connue dans le monde. Depuis la version 2003, Microsoft a rajouté le mot « Office » devant le nom de chaque logiciel de la suite, qui s'est au élargie pour accueillir Microsoft Outlook, Microsoft Publisher et Microsoft OneNote.

- WordPerfect Suite, a été assemblé par Novell en 1994 et vendu à Corel en 1996.

- OpenOffice.org est un projet né le 13 octobre 2000 à l'initiative de Sun Microsystems en vue de produire un intégré bureautique libre fondé sur StarOffice. Le produit résultant est diffusé sous le même nom et sous plusieurs licences (la LGPL et, jusqu’à la version 2.0beta2 non incluse, la SISSL), et fonctionne sur plusieurs plates-formes dont Windows, de nombreux Unix : Linux, Solaris, ou Apple OS X. Le but énoncé est d'offrir une alternative à la suite bureautique propriétaire Microsoft Office à laquelle OpenOffice prendra une part de marché significative. Dans le cadre de sa politique de transparence, le format de stockage utilisé par OOo est dès la version 2.0 conforme au format ouvert OpenDocument, adopté par l’organisme de normalisation OASIS, puis par l’ISO, comme format bureautique de référence. OOo permet également l'export au format PDF. Afin de faciliter l'interopérabilité, OOo permet l'import des formats Microsoft. À partir de la version 3.3.0, le projet OpenOffice.org original s'est scindé en deux branches distinctes :
  - Apache OpenOffice soutenu par la fondation Apache,
  - LibreOffice soutenu par la fondation The Document Foundation.

- StarOffice était une suite bureautique propriétaire (et commerciale), multiplate-formes (Windows, Linux, Solaris) éditée par Sun Microsystems et basée, à partir de la version 6, sur le projet OpenOffice.org. La diffusion de StarOffice a pris fin en 2009 avec le rachat de Sun par Oracle Corporation.

- WordPerfect Office a été développé par Corel Corporation. En octobre 2020, la dernière version est WordPerfect Office 2020, qui est disponible en quatre distributions (en anglais « editions »): Standard, Professional, Family, and Home & Student.

## Économie
Les suites bureautiques sont aujourd'hui un outil indispensable dans la vie économique des différentes organisations (sociétés, association, organismes publics).
Dans ce domaine, Microsoft (avec Microsoft Office) est en situation de position dominante, si ce n'est de quasi-monopole. La division bureautique est la plus importante des divisions de Microsoft, quant au chiffre d'affaires, elle représente six milliards de dollars des États-Unis.
OpenOffice.org est une suite bureautique open source disponible en 27 langues et pour les systèmes d'exploitation Windows, Linux et Solaris.

## Exemples
| Nom                   | Année | Auteur                  | Plateforme                                          | Contenu                                                                                            | Licence                                    | Prix                                                                           |
| --------------------- | ----- | ----------------------- | --------------------------------------------------- | -------------------------------------------------------------------------------------------------- | ------------------------------------------ | ------------------------------------------------------------------------------ |
| Apache OpenOffice     | 2012  | Fondation Apache        | Microsoft Windows, Linux, macOS                     | Traitement de texte, tableur, présentation, base de données, dessin                                | Libre                                      | Gratuit                                                                        |
| Calligra Suite        | 2012  | KDE                     |                                                     | Traitement de texte, tableur, présentation, base de données, dessin                                | Libre                                      | Gratuit                                                                        |
| Framework†            | 1984  | Ashton-Tate             |                                                     | Traitement de texte, tableur, base de données, dessin                                              | Propriétaire[réf. nécessaire]              | Fin de commercialisation[réf. nécessaire]                                      |
| Google Documents      | 2006  | Google                  | Web                                                 | Traitement de texte, tableur, présentation                                                         |                                            | Service en ligne, gratuit,                                                     |
| IBM Lotus Symphony    | 2007  | IBM                     |                                                     | Traitement de texte, tableur, présentation                                                         | Propriétaire[réf. nécessaire]              | Gratuit                                                                        |
| iWork                 | 2005  | Apple                   | macOS, Web                                          | Traitement de texte, tableur, présentation, présentation                                           | Propriétaire                               | Gratuit, disponible sur Mac App Store et en ligne                              |
| Jamespot Wedoc        | 2005  | Jamespot                | web                                                 | Traitement de texte, tableur, présentation, base de données objet, prises de note, projets         | Propriétaire                               | Service en ligne, Commercial                                                   |
| LibreOffice           | 2011  | The Document Foundation | Microsoft Windows, Linux, macOS                     | Traitement de texte, tableur, présentation, base de données, dessin                                | GNU GPL                                    | Gratuit                                                                        |
| Lotus SmartSuite†     | 1994  | Lotus Software          |                                                     | Traitement de texte, tableur, présentation, base de données, courrier, agenda                      | Propriétaire[réf. nécessaire]              | Fin de commercialisation[réf. nécessaire]                                      |
| Microsoft Office      | 1989  | Microsoft               | Microsoft Windows, macOS                            | Traitement de texte, tableur, présentation, base de données, courrier, agenda, PAO, prise de notes | Propriétaire[réf. nécessaire]              | Vendu dans le commerce,                                                        |
| Microsoft Office 365  | 2011  | Microsoft               | Microsoft Windows, macOS, Android, iOS              | Traitement de texte, tableur, présentation, base de données, courrier, agenda, PAO, prise de notes | Propriétaire                               | Service en ligne, prix allant de 69,00 €/an à 99,00 €/an pour les particuliers |
| NeoOffice             | 2003  | Planamesa Software      |                                                     | Traitement de texte, tableur, dessin, présentation                                                 | GNU GPL                                    | Gratuit                                                                        |
| OnlyOffice            | 2009  | Ascensio System SIA     | Microsoft Windows, Linux                            | Traitement de texte, tableur, présentation, CRM, courrier                                          | GNU GPL[source insuffisante], Propriétaire | Payant (version hébergée), gratuit (version opensource auto-hébergée)          |
| OpenOffice.org        | 2000  | Sun Microsystems        | Microsoft Windows, Linux, macOS                     | Traitement de texte, tableur, présentation, base de données, dessin                                | Licence Apache                             | Gratuit,                                                                       |
| PomDoc                | 2016  | Pomelo-Paradigm         | Web                                                 | Traitement de texte, présentation                                                                  | Propriétaire                               | Service en ligne, gratuit                                                      |
| WordPerfect Office    | 1994  | Corel                   |                                                     | Traitement de texte, tableur, présentation, base de données                                        | utilisateur final, flottante               | Commercial                                                                     |
| StarOffice†           | 1994  | Sun Microsystems        |                                                     | Traitement de texte, tableur, présentation, base de données                                        |                                            | Vendu dans le commerce                                                         |
| Whaller 365           | 2013  | Whaller                 | Web                                                 | Traitement de texte, tableur, présentation                                                         | Propriétaire                               | Service en ligne, Commercial                                                   |
| Wimi                  | 2010  | Cloud Solutions SAS     | Web                                                 | Traitement de texte, tableur, présentation, agenda, courrier, messagerie instantanée               | Propriétaire                               | Service en ligne, Commercial                                                   |
| WPS Office            | 2014  | Kingsoft Office         | Microsoft Windows, Linux, macOS, Android            | Traitement de texte, tableur, présentation                                                         | Propriétaire[réf. nécessaire]              | Gratuit                                                                        |
| Zoho Office           | 2005  | Zoho Corporation        |                                                     | Traitement de texte, tableur, présentation, calendrier, etc.                                       |                                            | Service en ligne, gratuit,                                                     |
| SoftMaker Office (en) | 2012  | SoftMaker Software GmbH | Android, Linux, Windows, Windows Mobile, Windows CE | Traitement de texte, tableur, présentation, email, agenda, un macro language pour automatiser.     | Propriétaire                               | Vendu en ligne 70 € en version standard, 90 € en version professionnelle       |